# 彩雲南
彩雲南（英語：Choi Wan South，代號H22）是香港黃大仙區議會下轄的選區，1994年設立，1999年採用現名，2023年取消，末任區議員為民主黨秘書長沈運華。

## 範圍
選區位於牛池灣，現時包括彩雲（一）邨的觀日樓、伴月樓、景新樓、白虹樓、長波樓、銀河樓、紫霄樓和繡文樓、連同彩雲（二）邨的明麗樓、啟輝樓，位於全邨的南部，選區名稱亦由此而來，與其相鄰的選區有彩雲西與及彩雲東，並且與觀塘彩德選區以新清水灣道相隔，投票站設於彩雲（一）邨紫霄樓地下的香港幼稚園協會幼兒學校。

## 沿革
1993年港督彭定康推行政改方案改革區議會，取消所有委任議席及雙議席選區制度，全面實行單議席單票制，並改由選區分界及選舉事務委員會制定，區議會選區數目亦隨人口變動而大幅增加。彩雲南是當時新增的選區之一，由雙議席彩雲選區分拆而成，當時稱為彩銀，以區內一條稱為銀河徑的屋邨通道而得名。1994年區議會選舉，由港同盟匯點聯合推薦的陳利成以七成半得票打敗東九龍居民委員會楊釗鳴當選。選後港同盟匯點成立民主黨，陳利成亦為創黨成員。
1999年及2003年區議會選舉，在只有一人報名下，民主黨陳利成自動當選。而2003年彩雲另外兩區民主派代表亦勝出，代表民主派統合彩雲邨全邨三個選區。
2007年區議會選舉，議席由陳利成與東九龍居民委員會的陳國斌爭奪，最後陳利成以1,448票對陳國斌的1,420票勝出，民主派維持全取彩雲邨三席的形勢。2009年民主黨合併前綫，使彩雲西區議員徐百弟回歸民主黨，同時彩雲東區議員黃國桐退出社民連後加入民主黨，使彩雲邨三席都由民主黨人把持，使彩雲邨成為黃大仙區內民主黨據點。
2011年區議會選舉陳利成交棒予沈運華律師與民建聯的張思晉爭奪，最後沈以三分二得票勝出。2015年區議會選舉民主黨沈運華尋求連任，面對民建聯李美蘭挑戰，最終沈運華以2,432票多於李美蘭的1,321票而連任。
2019年區議會選舉沈運華尋求連任，面對民建聯江景新挑戰，最終沈運華以3,335票多於江氏的2,414票而連任，沈氏本身是新界原居民，並已當選粉嶺和合石畫眉山原居民村代表，在2019年民主派大勝的背景下，一度考慮轉戰粉嶺鄉事委員會，但因政局急劇改變作罷。而連同廖成利及本區前區議員陳利成分别於彩雲東及彩雲西成功擊敗現任建制派議員重返議會，令民主派繼2011年後，再次統一彩雲邨三區。黃大仙區議會的25個議席最後全由泛民贏取，而彩雲南選區是彩雲邨三個選區之中，唯一一個由泛民主派長期把持的選區。2021年7月8日，因應政府計劃追討協助民主派初選區議員的酬金津貼傳聞所帶動的區議員辭職潮中，沈運華辭去區議員職務。

## 歷屆議員
| 屆別                 | 議員   | 政治聯繫 | 政治聯繫 |
| -------------------- | ------ | -------- | -------- |
| 1994年－1999年       | 陳利成 |          | 民主黨   |
| 2000年－2003年       | 陳利成 |          | 民主黨   |
| 2004年－2007年       | 陳利成 |          | 民主黨   |
| 2008年－2011年       | 陳利成 |          | 民主黨   |
| 2012年－2015年       | 沈運華 |          | 民主黨   |
| 2016年－2019年       | 沈運華 |          | 民主黨   |
| 2020年－2021年7月8日 | 沈運華 |          | 民主黨   |
| 2021年7月9日－2023年 | 懸空   | 懸空     | 懸空     |

## 歷屆選舉結果
| 政党   | 政党   | 候选人    | 票数  | %     | ±      |
| ------ | ------ | --------- | ----- | ----- | ------ |
|        | 民建聯 | 1. 江景新 | 2,414 | 41.99 | +6.79  |
|        | 民主黨 | 2. 沈運華 | 3,335 | 58.01 | -6.79  |
| 多数票 | 多数票 | 多数票    | 921   | 16.02 | -13.57 |

| 政党   | 政党   | 候选人    | 票数  | %     | ±     |
| ------ | ------ | --------- | ----- | ----- | ----- |
|        | 民主黨 | 1. 沈運華 | 2,432 | 64.80 | -2.55 |
|        | 民建聯 | 2. 李美蘭 | 1,321 | 35.20 | +2.55 |
| 多数票 | 多数票 | 多数票    | 1,111 | 29.60 | -5.09 |

| 政党   | 政党   | 候选人    | 票数  | %     | ±      |
| ------ | ------ | --------- | ----- | ----- | ------ |
|        | 民主黨 | 1. 沈運華 | 2,244 | 67.35 | +15.86 |
|        | 民建聯 | 2. 張思晉 | 1,088 | 32.65 | 不適用 |
| 多数票 | 多数票 | 多数票    | 1,156 | 34.69 | +33.71 |

| 政党   | 政党         | 候选人    | 票数  | %     | ±      |
| ------ | ------------ | --------- | ----- | ----- | ------ |
|        | 民主黨       | 1. 陳利成 | 1,448 | 50.49 | 不適用 |
|        | 九龍社團聯會 | 2. 陳國斌 | 1,420 | 49.51 | 不適用 |
| 多数票 | 多数票       | 多数票    | 28‬    | 0.98  | 不適用 |

| 政党   | 政党   | 候选人 | 票数     | %      | ±      |
| ------ | ------ | ------ | -------- | ------ | ------ |
|        | 民主黨 | 陳利成 | 自動當選 | 不適用 | 不適用 |
| 多数票 | 多数票 | 多数票 | 不適用   | 不適用 | 不適用 |

| 政党   | 政党   | 候选人 | 票数     | %      | ±      |
| ------ | ------ | ------ | -------- | ------ | ------ |
|        | 民主黨 | 陳利成 | 自動當選 | 不適用 | 不適用 |
| 多数票 | 多数票 | 多数票 | 不適用   | 不適用 | 不適用 |

| 政党   | 政党        | 候选人 | 票数  | %     | ±      |
| ------ | ----------- | ------ | ----- | ----- | ------ |
|        | 港同盟/匯點 | 陳利成 | 1,751 | 74.93 | 新選區 |
|        | 獨立        | 楊釗鳴 | 586   | 25.07 | 新選區 |
| 多数票 | 多数票      | 多数票 | 1,165 | 49.86 | 新選區 |